# Walter H. Barkas
Walter Henry Barkas (Portland, 2 de septiembre de 1912-Riverside, 28 de marzo de 1969) fue un físico y educador estadounidense. Se desempeñó como profesor de física en la Universidad de California en Riverside desde 1965. Se especializó en el uso de emulsiones nucleares, es decir, placas fotográficas que tienen una capa sensible gruesa, para fines de física de partículas.

## Biografía
Nació el 2 de septiembre de 1912 en Portland, Oregón, hijo de Leander Henrikson Barkas y Ester Emilia Gustafsson. Se convirtió en profesor de física en la Universidad de California, Riverside en 1965.
Junto con sus colaboradores, descubrió la diferencia de alcance entre mesones positivos y negativos de la misma energía inicial, y atribuyó este efecto a la diferencia en el poder de frenado entre partículas cargadas positivamente y negativamente. De ahí que a esta diferencia se le llame efecto Barkas o efecto Barkas-Andersen.
Fue profesor visitante en el Instituto de Estudios Avanzados entre 1938 y 40. En 1941 fue elegido miembro de la Sociedad Estadounidense de Física. Falleció el 28 de marzo de 1969 en Riverside, California.